# Nili (calciatore)
Francisco José Perdomo Borges, meglio noto come Nili (Las Palmas de Gran Canaria, 18 febbraio 1994), è un calciatore spagnolo, centrocampista del PAE Chania.

## Caratteristiche tecniche
È un esterno destro.

## Carriera
Cresciuto nelle giovanili del Las Palmas, ha esordito con la prima squadra il 7 giugno 2015 in un match vinto 3-2 contro l'Alavés.
Nel 2016 viene acquistato dal Barcellona.

## Statistiche

### Presenze e reti nei club
Statistiche aggiornate al 13 agosto 2023.
| Stagione        | Squadra             | Campionato      | Campionato | Campionato | Coppe nazionali | Coppe nazionali | Coppe nazionali | Coppe continentali | Coppe continentali | Coppe continentali | Altre coppe | Altre coppe | Altre coppe | Totale | Totale |
| Stagione        | Squadra             | Comp            | Pres       | Reti       | Comp            | Pres            | Reti            | Comp               | Pres               | Reti               | Comp        | Pres        | Reti        | Pres   | Reti   |
| --------------- | ------------------- | --------------- | ---------- | ---------- | --------------- | --------------- | --------------- | ------------------ | ------------------ | ------------------ | ----------- | ----------- | ----------- | ------ | ------ |
| 2013-2014       | Las Palmas Atlético | SB              | 24         | 2          |                 | -               | -               |                    | -                  | -                  |             | -           | -           | 24     | 2      |
| 2014-2015       | Las Palmas Atlético | SB              | 27         | 2          |                 | -               | -               |                    | -                  | -                  |             | -           | -           | 27     | 2      |
| Totale carriera | Totale carriera     | Totale carriera | 51         | 4          |                 | -               | -               |                    | -                  | -                  |             | -           | -           | 51     | 4      |
| 2014-2015       | Las Palmas          | SD              | 1          | 0          | CR              | 0               | 0               |                    | -                  | -                  |             | -           | -           | 1      | 0      |
| 2015-2016       | Las Palmas          | PD              | 8          | 0          | CR              | 5               | 0               |                    | -                  | -                  |             | -           | -           | 13     | 0      |
| Totale carriera | Totale carriera     | Totale carriera | 9          | 0          |                 | 5               | 0               |                    | -                  | -                  |             | -           | -           | 14     | 0      |
| 2016-2017       | Barcellona B        | SB              | 18         | 1          |                 | -               | -               |                    | -                  | -                  |             | -           | -           | 18     | 1      |
| 2016-2017       | Barcellona          | PD              | 0          | 0          | CR              | 1               | 0               | UCL                | 0                  | 0                  |             | -           | -           | 1      | 0      |
| gen.-giu.2020   | Bengaluru           | ISL             | 4+2        | 0          | -               | -               | -               | AFC Cup            | 4                  | 2                  |             | -           | -           | 10     | 2      |
| 2023-2024       | Gokulam Kerala      | IL              | 0          | 0          | SC              | 0               | 0               | -                  | -                  | -                  | DC          | 2           | 0           | 2      | 0      |
| Totale carriera | Totale carriera     | Totale carriera | 84         | 5          |                 | 6               | 0               |                    | 4                  | 2                  |             | 2           | 0           | 96     | 7      |

## Palmarès

### Club
- Coppa di Spagna: 1

Barcellona: 2016-2017